# S Doradus
S Doradus ist einer der hellsten Sterne in der Großen Magellanschen Wolke, einer Begleitgalaxie der Milchstraße. Er ist im Sternbild Schwertfisch zu finden (lat. Dorado, daher sein Name), welches sich auf der südlichen Halbkugel befindet. S Doradus ist ein Leuchtkräftiger Blauer Veränderlicher, er gehört demnach zu den Hyperriesen. Seine Helligkeit variiert von +8 bis +11 mag.